# ОФІ (футбольний клуб)
ОФІ або ОФІ Крит (грец. Όμιλος Φιλάθλων Ηρακλείου, досл. «Клуб Вболівальників Іракліона») — професіональний грецький футбольний клуб з Іракліона, найбільшого міста на острові Крит.
Домашні матчі проводить на стадіоні «Теодорос Вардиноянніс», що вміщує 8 500 глядачів. 
За результатами розіграшу Грецької Суперліги сезону 2008—2009 років зайняв 14-е місце та вибув з еліти грецького футболу. З сезону 2009—2010 виступає у другому за ієрархією дивізіоні країни — Бета Етнікі.

## Історія
Клуб заснований 1925 року групою ентузіастів з критського міста Іракліон, які разом займалися в одному зі спортивних залів у центрі міста. Метою створення клубу була спільна участь у змаганнях з різних видів спорту, у тому числі футболу. На початкових етапах історії клуб брав участь здебільшого у змаганнях проти інших футбольних команд острову, оскільки подорожі за його межі були пов'язані із завеликими як на аматорську команду фінансовими витратами.
Клуб дебютував у Чемпіонаті Греції, який на той час складався лишень з вищого дивізіону, у сезоні 1957—58 років, пройшовши складну систему кваліфікації. За результатами дебютного сезону ОФІ продемонстрував недостатньо впевнені результати та втратив місце у чемпіонаті. Виступи на національному рівні було поновлено лише 1962 року, коли у країні було створено другий за ієрархією національний дивізіон — Бета Етнікі. Клуб повернувся до вищого дивізіону країни у 1968 році та грав у ньому до 1971 року. Наступне повернення до еліти грецького футболу відбулося за результатами сезону 1975—1976 років. 
Найвищі досягнення клубу пов'язують з іменем нідерландського тренера Ежена Жерара, який очолював команду протягом рекордних для грецького футболу 15 років — з 1985 по 2000 рік. Вже протягом дебютного сезону на Криті нідерландський спеціаліст привів команду до срібних нагород чемпіонату. За два роки, у 1987, команда здобула свій єдиний на сьогодні внутрішній трофей — Кубок Греції. Загалом під керівництвом Жерара ОФІ постійно перебував серед лідерів грецького футболу, внутрішні успіхи дозволяли команді отримати досвід європейських турнірів — під керівництвом Ежена Жерара клуб брав участь у розіграші Кубка володарів Кубків 1987—88 років, чотири рази стартував у розіграші Кубка УЄФА.
2000 року нідерландський тренер вирішив завершити тренерську кар'єру в ОФІ. З його відходом справи клубу стрімко погіршилися, 2000-і стали для нього роками боротьби за виживання у Грецькій Суперлізі. Декілька разів за результатами сезону лише одне чи два очки відділяли ОФІ від вильоту до Бета Етніки. Врешті-решт пониження у класі відбулося  після проваленого сезону 2008—2009. Таким чином безперервна історія клубу в еліті грецького сезону тривала протягом 33 сезонів.

## Суперництво з «Ерготелісом»
ОФІ має багату історію протистояння з іншим футбольним клубом з Іракліона — «Ерготелісом». Початок дербі було покладено у 1929 році матчем, який тривав до 35-ї хвилини. «Ерготеліс» мав перевагу в один гол, але через жорстоку гру футболістів зустріч було вирішено зупинити.

## Досягнення
- Володар Балканського Кубка (1): 1988-89;
- Володар Кубка Греції (1): 1987.

## Виступи в єврокубках
| Сезон   | Змагання               | Раунд   | Клуб            | Вдома | На виїзді |  |
| ------- | ---------------------- | ------- | --------------- | ----- | --------- |  |
| 1986–87 | Кубок УЄФА             | 1Р      | Хайдук Спліт    | 1–0   | 0–4       |  |
|         |                        |         |                 |       |           |  |
| 1987–88 | Кубок володарів кубків | 1Р      | Вітоша Софія    | 3–1   | 0–1       |  |
| 1987–88 | Кубок володарів кубків | 2Р      | Аталанта        | 1–0   | 0–2       |  |
|         |                        |         |                 |       |           |  |
| 1993–94 | Кубок УЄФА             | 1Р      | Славія Прага    | 1–0   | 1–1       |  |
| 1993–94 | Кубок УЄФА             | 2Р      | Атлетіко Мадрид | 2–0   | 0–1       |  |
| 1993–94 | Кубок УЄФА             | 3Р      | Боавішта        | 1–4   | 0–2       |  |
|         |                        |         |                 |       |           |  |
| 1995    | Кубок Інтертото        | Група 7 | Неа Саламіна    | 2–1   |           |  |
| 1995    | Кубок Інтертото        | Група 7 | Баєр 04         |       | 0–1       |  |
| 1995    | Кубок Інтертото        | Група 7 | Тервіс          | 2–0   |           |  |
| 1995    | Кубок Інтертото        | Група 7 | Будучгност      |       | 4–3       |  |
| 1995    | Кубок Інтертото        | 2Р      | Бурсаспор       |       | 1–2       |  |
|         |                        |         |                 |       |           |  |
| 1997–98 | Кубок УЄФА             | 2КР     | КР              | 3–1   | 0–0       |  |
| 1997–98 | Кубок УЄФА             | 1Р      | Ференцварош     | 3–0   | 1–2       |  |
| 1997–98 | Кубок УЄФА             | 2Р      | Осер            | 3–2   | 1–3       |  |
|         |                        |         |                 |       |           |  |
| 2000–01 | Кубок УЄФА             | 1Р      | Напредак        | 6–0   | 0–0       |  |
| 2000–01 | Кубок УЄФА             | 2Р      | Славія Прага    | 2–2   | 1–4       |  |
|         |                        |         |                 |       |           |  |
| 2007    | Кубок Інтертото        | 3Р      | Тобол           | 0–1   | 0–1       |  |